# 蒋民华
蒋民华（1935年8月16日—2011年5月6日），浙江临海人，晶体材料学家，中国科学院院士。

## 生平
蒋民华1956年自山东大学化学系毕业后留校任教，历任助教、讲师、晶体生长研究室主任、副教授等职。1977年赴德国科隆大学留学。1979年回国后，出任山东大学晶体材料研究所所长。1987年起，任晶体材料国家重点实验室主任一职。1989年起任山东大学副校长。1991年当选为中国科学院技术科学部学部委员（院士）。同年起任863计划新材料领域专家委员会专家组长、首席科学家。1996年获何梁何利科技进步奖。2000年起出任山东大学材料科学与工程学院院长。2011年5月6日在济南逝世。
他还是第九届全国政协委员，第十、十一届全国人大代表。

## 质疑

### 剽窃质疑
2003年山东大学晶体所于锡玲教授检举蒋民华在山东大学任职的50年时间内通过不正当手段剽窃、占有了他人学术成果，并得以当选中国科学院院士。受到质疑的包括亚稳相生长磷酸二氘钾（DKDP）晶体、酒石酸钾钠（KNT）大晶体、磷酸二氢铵（ADP）大晶体等众多科研成果。此后《外滩画报》记者对此进行了调查，于锡玲的一些说法得到了当时在晶体所任职的张克从、吕广田、许承晃、陆宝生等教授的证实。
但对于于锡玲教授的检举，蒋民华本人称“身正不怕影子歪”，并说对质疑“不予置理”。 而山东大学党委则通过一份《中共山东大学委员会关于向蒋民华院士学习的决定》对此事件做出了回应，其中称“蒋院士具有高尚的科学道德、严谨的科学精神和端正的学术风气”。

### 学生论文造假质疑
2004年蒋民华为导师的一篇博士论文《氮化物纳/微米晶的软化学合成研究》参选2004年全国优秀博士学位论文，因该论文在校内评审中已被专家组因作假之嫌而否决，山东大学数名教授联名写信给教育部表示异议。此后教育部认定山东大学违反了《关于做好2004年全国优秀博士学位论文评选工作的通知》
中的规定，并认为论文有质量问题。